# Nick Faldo's Championship Golf
Nick Faldo's Championship Golf is een computerspel dat werd ontwikkeld door Arc Developments en uitgegeven door Grandslam Video. Het kwam in 1992 uit voor de Commodore 64 en later voor andere homecomputers. Het spel omvat twee golfbanen en een aantal golfbanen op mars met verminderde zwaartekracht als verborgen optie.

## Platforms
| Jaar | Platform     |
| ---- | ------------ |
| 1992 | Commodore 64 |
| 1993 | Amiga, DOS   |
| 1994 | Amiga CD32   |

## Ontvangst
| Beoordeeld door                | Platform   | Datum         | Score |
| ------------------------------ | ---------- | ------------- | ----- |
| Amiga Dream                    | Amiga CD32 | mei 1994      | 87%   |
| Amiga Joker                    | Amiga CD32 | maart 1994    | 80%   |
| Amiga Joker                    | Amiga      | januari 1993  | 77%   |
| ASM (Aktueller Software Markt) | Amiga      | februari 1993 | 75%   |
| Power Unlimited                | Amiga CD32 | mei 1994      | 63%   |
| Power Play                     | Amiga      | maart 1993    | 52%   |
| High Score                     | Amiga CD32 | juni 1994     | 40%   |
| PC Player (Duitsland)          | DOS        | november 1993 | 3%    |